# Koolstofster

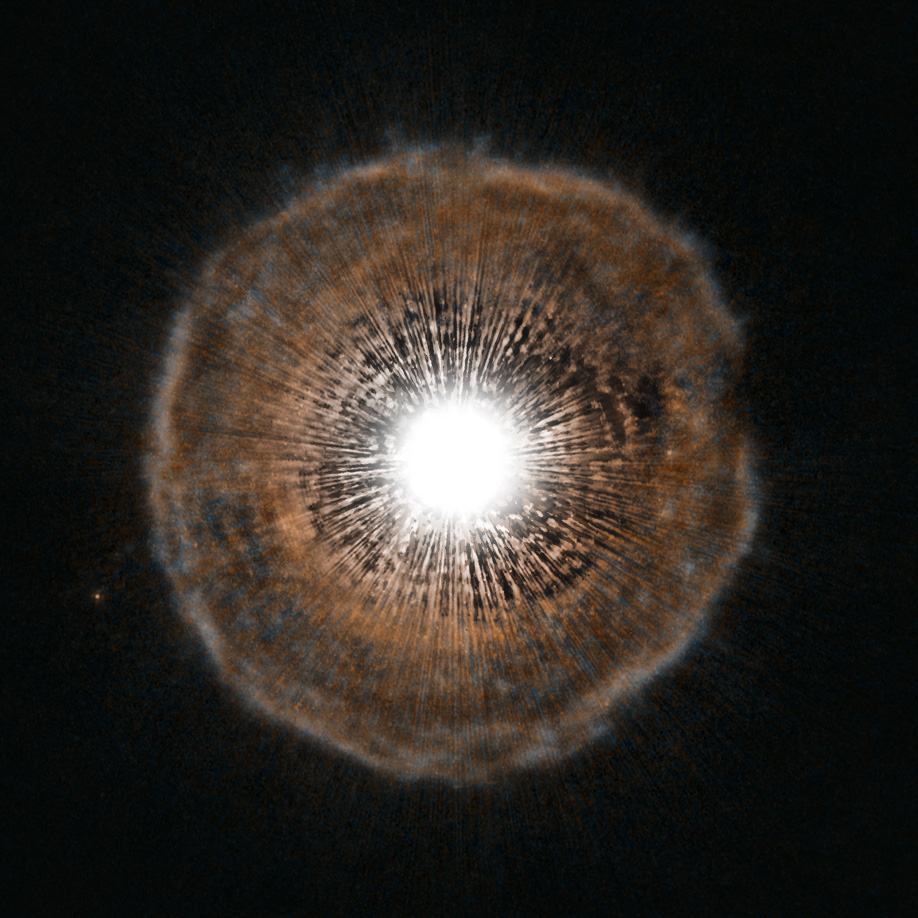
De koolstofster U Camelopardalis (opname Hubble ruimtetelescoop)

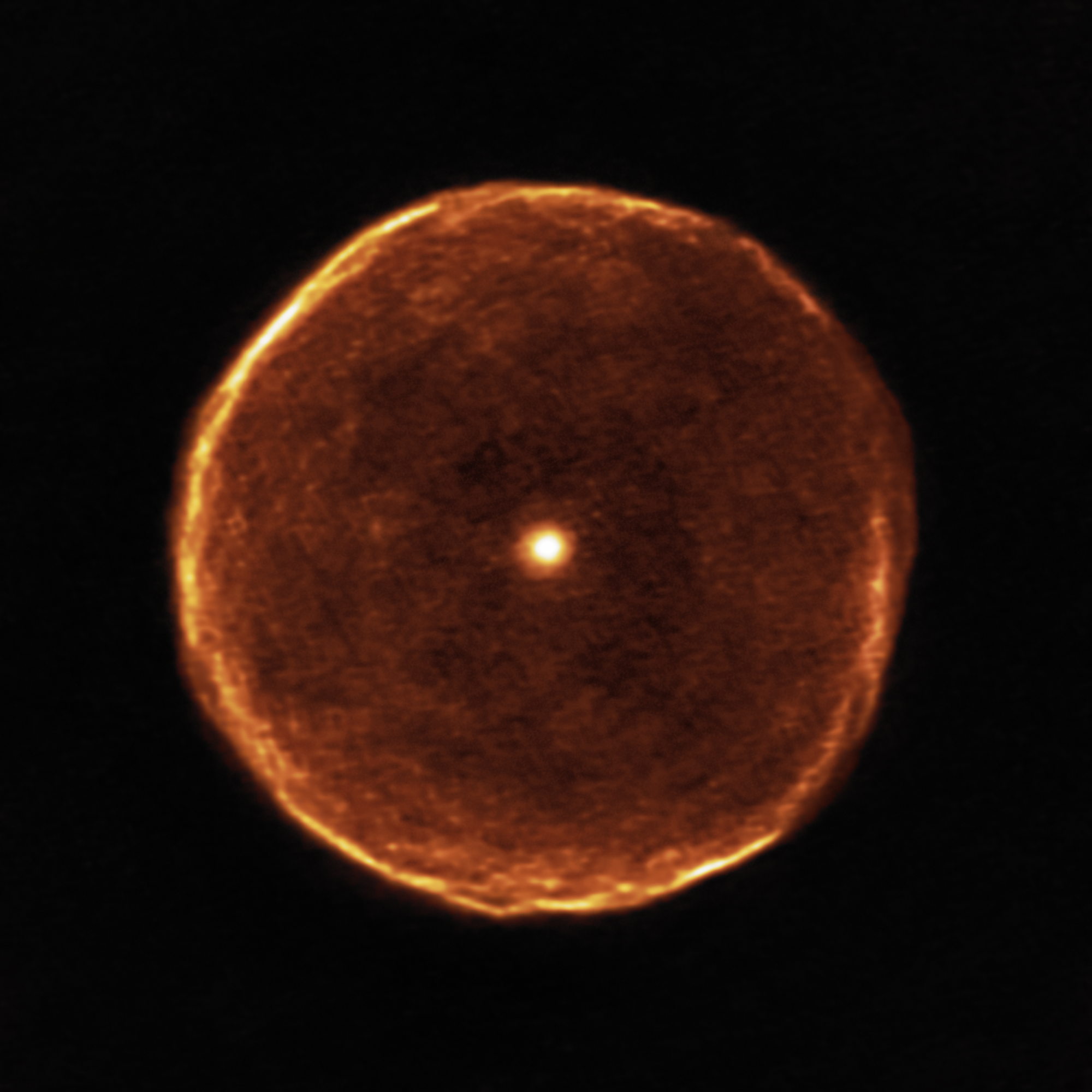
Stofschil rond de koolstofster U Antliae, gemeten door ALMA bij een golflengte van 1,3 mm

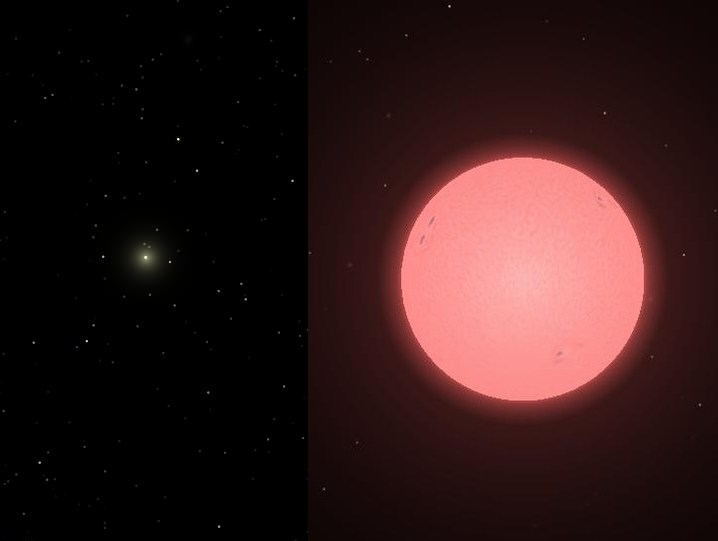
Een vergelijking van de koolstofster Y Canum Venaticorum en de zon

Een koolstofster is een laat type ster, meestal een rode reus (soms een 
rode dwerg) met een atmosfeer die meer koolstof dan zuurstof bevat. 
Uit deze twee elementen wordt in de buitenste lagen van de sterren koolstofmonoxide gevormd waarin
alle zuurstof zit die aanwezig is in de atmosfeer. Er blijven daardoor koolstofatomen over die dan andere
koolstofbevattende moleculen vormen, waardoor de ster een atmosfeer vol roet krijgt en een 
robijnrode kleur heeft. 
Dit is in tegenstelling tot de meeste andere sterren, zoals de zon, die meer zuurstof bevatten dan 
koolstof. Zulke sterren worden zuurstofrijke sterren genoemd als ze koel genoeg zijn om koolmonoxide te vormen 
in hun atmosfeer.
Koolstofsterren hebben zeer bepaalde spectrale eigenschappen en werden voor het eerst herkend
door hun spectra door Angelo Secchi in de jaren 1860, toen de astronomische spectroscopie tot ontwikkeling kwam.
De meeste klassieke koolstofsterren zijn langperiodieke veranderlijke sterren met een periode van meer dan 
100 dagen. 

## Soorten koolstofsterren
Er bestaan meerdere soorten koolstofsterren.

#### C-R en C-N
Klassieke koolstofsterren worden onderscheiden doordat ze een grotere massa hebben dan de niet-klassieke.

De koolstof in de klassieke koolstofsterren, die behoren tot de moderne (zie beneden) spectraalklassen 
C-R en C-N, is afkomstig van heliumverbranding, met name het triple-alfaproces binnen de
reuzensterren aan het eind van hun leven in de asymptotische reuzentak. 
Deze producten van kernfusie worden naar het oppervlak van de koolstofsterren getransporteerd door episoden 
van convectie (de zogenaamde derde dredge-up) 
nadat koolstof en andere atomen zijn geproduceerd. Normaal verbrandt dit soort asymptotische reuzentakster waterstof
in een schil om de kern, maar in episoden die gescheiden worden door 104-105 jaar, schakelt
de ster om naar het verbranden van helium in een schil, terwijl het verbranden van waterstof tijdelijk ophoudt. 
In deze fase neemt de lichtkracht van de ster toe, en materiaal uit het binnenste van de ster (met name koolstof)
beweegt naar buiten. Doordat de lichtkracht toeneemt, expandeert de ster, waardoor de heliumverbranding weer stopt en de
verbranding van waterstof in de schil hervat. Gedurende deze heliumschilflitsen is het massaverlies van de ster
aanzienlijk, en na vele zulke flitsen verandert de ster in een hete witte dwerg en het materiaal uit de atmosfeer
wordt een planetaire nevel.

#### C-J en C-H
Er wordt gedacht dat de niet-klassieke soorten koolstofsterren, die behoren tot de spectraalklassen 
C-J en C-H (CH ster) dubbelsterren zijn, waarbij een ster een rode reus is (of soms een rode dwerg) en de 
andere een witte dwerg. De ster die nu een rode reus is verkreeg, toen deze ster nog een hoofdreeksster was,
koolstofrijk materiaal door accretie van de ster die nu een witte dwerg is maar toen nog 
een klassieke koolstofster was. 
Deze fase van de klassieke koolstofster in de sterevolutie is relatief kort en de meeste van deze sterren 
eindigen als witte dwerg. We zien nu deze systemen een tamelijk lange tijd na deze massaoverdracht, dus de extra
koolstof in de tegenwoordige rode reus is niet geproduceerd in deze ster zelf. 
Dit scenario wordt ook geaccepteerd als de oorsprong van de bariumsterren, die ook sterke lijnen van koolstof en
barium (een element geproduceerd door het s-proces). Soms worden deze sterren, waarvan de extra koolstof wordt
veroorzaakt door deze massaoverdracht, "extrinsieke" koolstofsterren genoemd om ze te onderscheiden van de "intrinsieke"
asymptotische reuzentaksterren, die de koolstof zelf produceren. Veel van deze extrinsieke koolstofsterren zijn niet
massief genoeg om hun eigen koolstof gemaakt te kunnen hebben, wat een puzzel was totdat ontdekt werd dat het
dubbelsterren zijn. 

#### C-Hd
De raadselachtige waterstofarme koolstofsterren (HdC - Hydrogen deficient Carbon stars), die tot spectraalklasse
C-Hd behoren, lijken gerelateerd te zijn met de R Coronae Borealis veranderlijken (RCB). Echter deze HdC-sterren zijn
zelf niet veranderlijk en hebben ook niet bepaalde kenmerken in het infrarood die typisch zijn voor RCB-sterren.  
Slechts vijf HdC-sterren zijn bekend en geen daarvan is een dubbelster. dus de relatie tot de niet-klassieke koolstofsterren is onbekend. 

## Spectra
Per definitie worden de spectra van koolstofsterren gedomineerd door Swan banden van het molecuul 
C2. Veel andere koolstofbevattende moleculen kunnen aanwezig zijn, zoals CH, 
CN (Oxalonitril), C3 en SiC2. Andere elementen die door heliumverbranding en het s-proces
worden gevormd kunnen samen met de koolstof in de steratmosfeer verschijnen, waaronder lithium en barium.
Toen astronomen de spectraalclassificatie van de koolstofsterren ontwikkelden hadden ze aanzienlijke problemen
de spectra te correleren met de effectieve temperatuur van de sterren. Het probleem was dat de koolstofbanden
in de spectra samenvallen met absorptielijnen die normaal gebruikt worden om de temperatuur van de sterren
te bepalen. 
Koolstofsterren laten ook een rijk spectrum zien van moleculaire lijnen in het millimeter- en submillimeter-gebied.
In de koolstofster IRC+10216 zijn meer dan 50 verschillende circumstellaire moleculen gedetecteerd. Deze ster 
wordt vaak gebruikt om nieuwe circumstellaire moleculen te zoeken.

## Vroegere classificatie
Eerdere classificatie van koolstofsterren.
- Secchi deelde de sterren in als Secchi klasse IV, die rond 1890 veranderd werd in spectraalklasse N.
- Harvard-classificatie. In 1890 werden de sterren ingedeeld in klasse R0 tot R8 en N.
- Morgan-Keenan. Tussen 1960 en 1993 werden de sterren ingedeeld in klassen C0 tot C7.
- In 1993 werden Morgan-Keenan systeem aangepast,[3] waardoor de tegenwoordig gebruikte klassen ontstonden: C-R, C-N, C-J, C-H, en C-Hd.

## Voorbeelden van koolstofsterren
- IRC +10216, CW Leonis: de meestbestudeerde koolstofster. Het is de helderste ster aan de hemel in de N-band in het middelinfrarood (bij een golflengte van 10 micrometer)
- VX Andromedae (Exceptionally Red Star, Burnham's Celestial Handbook, blz 109)
- V Aquilae (Deep Red Color, Burnham's Celestial Handbook, blz 202)
- U Camelopardalis
- Y Canum Venaticorum, La Superba
- RT Capricornii (dubbelster)
- WZ Cassiopeiae (forms wide double ΟΣΣ 254, Burnham's Celestial Handbook, blz 482)
- S Cephei (Very Red Star, Burnham's Celestial Handbook, blz 578)
- RV Cygni (Very Red Star B 592, Burnham's Celestial Handbook, blz 744)
- U Cygni (Strong Color, Burnham's Celestial Handbook, blz 744)
- V Cygni (Red!, Burnham's Celestial Handbook, blz 744)
- R Leporis, Hind's Crimson Star (Very Red, Burnham's Celestial Handbook, blz 1089)
- T Lyrae (Very Red Star, Burnham's Celestial Handbook, blz 1134)
- W Orionis
- TX Piscium (19 Piscium)
- R Sculptoris
- SS Virginis
- BD Vulpeculae (vormt een paar met 27 Vulpeculae)